# Emlingen
 Emlingen (en alsacià Emlínge) és un municipi francès, situat a la regió del Gran Est, al departament de l'Alt Rin. L'any 2004 tenia 241 habitants.

## Demografia
| 1962 | 1968 | 1975 | 1982 | 1990 | 1999 |
| ---- | ---- | ---- | ---- | ---- | ---- |
| 164  | 178  | 177  | 171  | 227  | 270  |

## Administració
| Període   | Identitat       | Partit |
| --------- | --------------- | ------ |
| 1966-1977 | Antoine Baumann |        |
| 1977-     | Raymond Meyer   |        |